# Клименко, Александр Анатольевич
Алекса́ндр Анато́льевич Климе́нко (27 марта 1970, Киев — 7 марта 2000, там же) — советский и украинский легкоатлет, специалист по толканию ядра. Выступал за сборные СССР и Украины по лёгкой атлетике в период 1988—1996 годов, чемпион Европы, бронзовый призёр чемпионата мира, участник двух летних Олимпийских игр. На соревнованиях представлял спортивное общество Профсоюзов, мастер спорта СССР международного класса.

## Биография
Александр Клименко родился 27 марта 1970 года в Киеве Украинской ССР. Его отец Анатолий и мать Татьяна в своё время серьёзно занимались толканием ядра, и сын пошёл по стопам родителей. Проходил подготовку под руководством своего отца, состоял в киевском спортивном обществе Профсоюзов.
Первого серьёзного успеха на международном уровне добился в сезоне 1988 года, когда вошёл в состав советской сборной и побывал на чемпионате мира среди юниоров в Садбери, откуда привёз награду золотого достоинства, выигранную в толкании ядра. Год спустя был лучшим на европейском юниорском первенстве в Вараждине.
В 1991 году одержал победу на Спартакиаде народов СССР в Киеве (где также разыгрывалось советское национальное первенство), стал бронзовым призёром чемпионата мира в Токио, завоевал золотую медаль на Всемирной Универсиаде в Шеффилде.
На европейском первенстве 1992 года в Генуе выиграл серебряную медаль, уступив в финале соотечественнику Александру Багачу. Вошёл в состав Объединённой команды, собранной для участия в летних Олимпийских играх в Барселоне, но попасть на Играх в число призёров не смог, заняв лишь восьмое место. Также в этом сезоне на соревнованиях в Киеве установил свой личный рекорд в толкании ядра, показав результат 20,84 метра. За выдающиеся спортивные достижения удостоен почётного звания «Мастер спорта СССР международного класса».
После распада Советского Союза Клименко продолжил принимать участие в крупнейших международных соревнованиях в составе национальной сборной Украины. Так, в 1993 году он занял четвёртое место на мировом первенстве в помещении в Торонто и выиграл Универсиаду в Буффало.
В 1994 году победил на чемпионате Европы в Хельсинки и стал серебряным призёром Кубка мира в Лондоне.
На чемпионате мира 1995 года в Гётеборге толкнул ядро на 18,26 метра, расположившись с этим результатом на 12 строке итогового протокола.
Благодаря череде удачных выступлений удостоился права защищать честь страны на Олимпийских играх 1996 года в Атланте — благополучно прошёл здесь квалификационный этап, однако в финале провалил все три попытки и не показал никакого результата. Вскоре по окончании этой Олимпиады принял решение завершить спортивную карьеру.
Погиб 7 марта 2000 года в Киеве в возрасте 29 лет, получив четыре огнестрельных ранения. Был застрелен неизвестным из винтовки с оптическим прицелом.